# Ruch świętych w dniach ostatnich

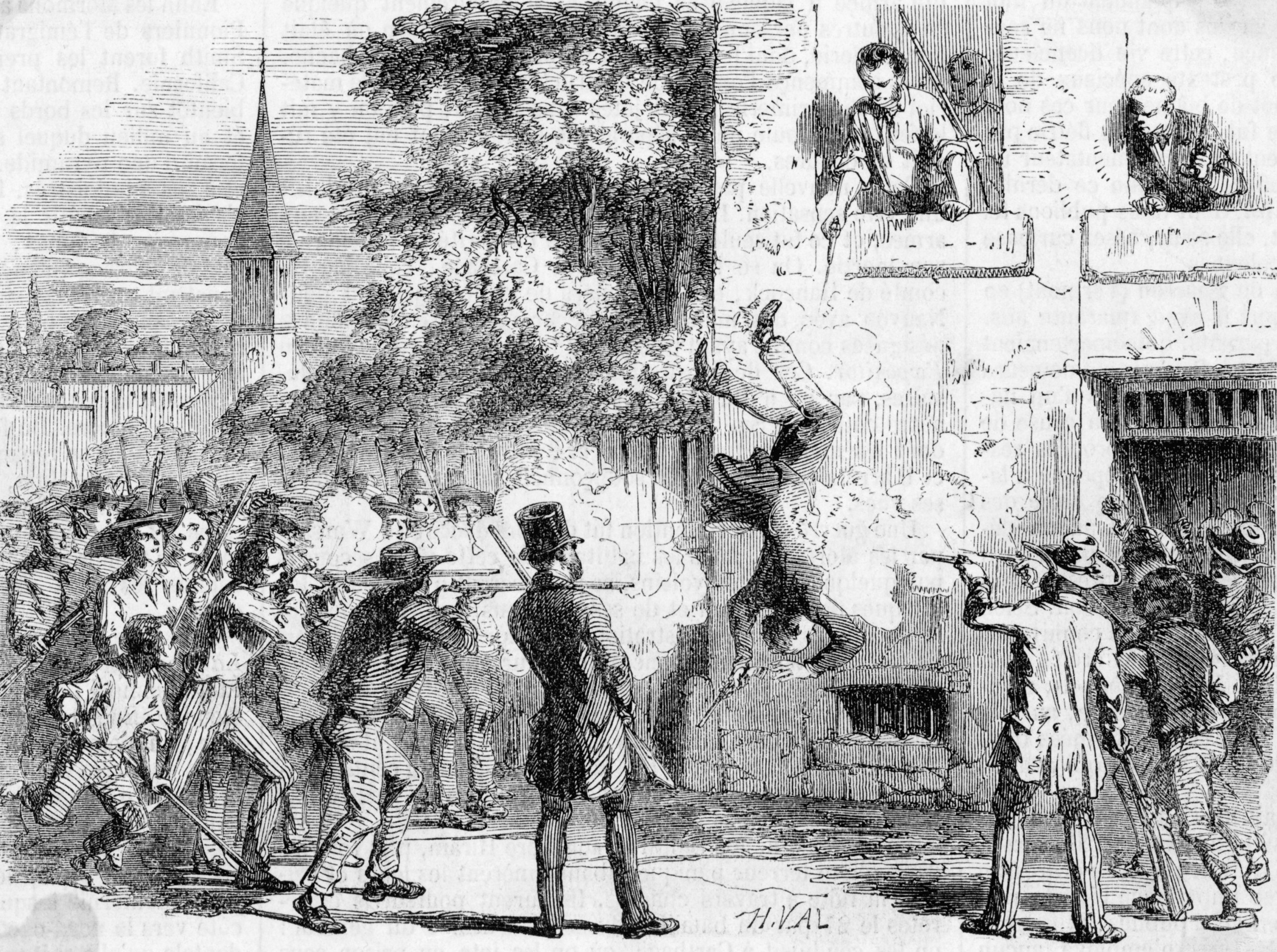
Joseph Smith

Ruch świętych w dniach ostatnich – grupa restoracjonistycznych denominacji chrześcijańskich, które opierają się na naukach i objawieniach założyciela – Josepha Smitha, Jr. oraz opublikowanej przez niego Księdze Mormona. Święci w dniach ostatnich uważają, że stanowią przywrócony Kościół z czasów Nowego Testamentu, wraz z autorytatywnym kapłaństwem oraz naukami głoszonymi przez Jezusa Chrystusa. Początkowo, za życia założyciela, ruch stanowił jeden Kościół, znany jako Kościół Chrystusa, Kościół Jezusa Chrystusa, lub Kościół Świętych w Dniach Ostatnich. Ostatecznie przyjęto nazwę: Kościół Jezusa Chrystusa Świętych w Dniach Ostatnich, którą do czasów współczesnych w formie niezmienionej zachowało jedynie kilka denominacji świętych, m.in. największa grupa mormonów (z Utah) oraz strangici. Inne wspólnoty zachowały tę nazwę jedynie w części, lub w całości, jednak dodając do niej dodatkowy człon lub człony.
Po śmierci założyciela ruchu – Josepha Smitha, Jr. – ruch świętych w dniach ostatnich rozpadł się na szereg oddzielnych grup, z czego największa, pod przywództwem Brighama Younga wyruszyła do Utah, aby tam zorganizować obecnie największą denominację świętych – Kościół Jezusa Chrystusa Świętych w Dniach Ostatnich. Ugrupowanie to zasłynęło z praktykowania wielożeństwa, ostatecznie jednak je odrzucając, z czym nie zgodzili się fundamentaliści świętych w dniach ostatnich, tworząc oddzielny ruch, z którego wkrótce wyłonił się Fundamentalistyczny Kościół Jezusa Chrystusa Świętych w Dniach Ostatnich. Obecnie, Kościół Jezusa Chrystusa Świętych w Dniach Ostatnich liczy ponad 16 milionów wyznawców w większości krajów świata i wydaje najwięcej egzemplarzy Księgi Mormona. Dotychczas, jest jedyną denominacją świętych, działającą oficjalnie na terenie Polski.
Inne ugrupowania świętych, uważające się za prawowitych spadkobierców, działały w Missouri, Illinois, Michigan i Pensylwanii. Rodzina proroka Smitha, jego żona Emma i synowie, a także inni środkowozachodni święci w dniach ostatnich nie przyłączyli się jednak do żadnego z ugrupowań i nie uznali przywództwa żadnego z pretendujących do stanowiska Prezydenta Kościoła. Opierając się na odręcznym dokumencie Josepha Smitha, Jr. stwierdzającym, że następcą na stanowisku Prezydenta-Proroka Kościoła ma zostać jego najstarszy syn – Josepha Smith III, poczekali aż ten dorośnie i podczas tzw. Konferencji w Amboy został on wyświęcony na Prezydenta-Proroka Zreorganizowanego Kościoła Jezusa Chrystusa Świętych w Dniach Ostatnich, znanego dziś jako Społeczność Chrystusa. Ugrupowanie to jest drugą pod względem wielkości denominacją świętych, posiada 250 tysięcy wiernych w 50 krajach świata.

## Denominacje świętych w dniach ostatnich

### 1830–1844 (Prezydentura Josepha Smitha, Jr)
| Nazwa                                                          | Zorganizowany przez | Data organizacji | Odłam / kontynuacja                                           | Uwagi |
| -------------------------------------------------------------- | ------------------- | ---------------- | ------------------------------------------------------------- | --- |
| Kościół Chrystusa                                              | Joseph Smith Jr.    | 6 kwietnia 1830  | brak                                                          | Nazwa oryginalnego Kościoła została zmieniona na: „Kościół Świętych w Dniach Ostatnich”, a następnie na: „Kościół Jezusa Chrystusa Świętych w Dniach Ostatnich”. Po śmierci założyciela poszczególne denominacje uznają siebie za prawowitych spadkobierców tego Kościoła. |
| Czysty Kościół Chrystusa                                       | Wycam Clark         | 1831             | Odłam założonego przez Joseph Smitha, Jr. Kościoła Chrystusa  | Kościół został rozwiązany. |
| Kościół Chrystusa (Paryszyci)                                  | Warren F. Parrish   | 1837             | Odłam założonego przez Josepha Smitha, Jr. Kościoła Chrystusa | Kościół ten powstał w Kirtland po upadku Kirtland Safety Society, banku założonego przez Josepha Smitha i Sidneya Rigdona. Gdy 12 stycznia 1838 roku musieli się oni ratować przed dysydentami Kościoła nocną ucieczką z Kirtland i schronili się w Far West w Missouri, Warren F. Parrish przejął Świątynię Kirtland, pierwszą mormońską świątynię. Do odłamu należał jeden z grupy trzech świadków Księgi Mormona – Martin Harris. Kościół został rozwiązany. |
| Kościół Jezusa Chrystusa, Oblubienica, Małżonka Barankowa      | George M. Hinkle    | 1840             | Odłam założonego przez Josepha Smitha, Jr. Kościoła Chrystusa | Kościół został rozwiązany. |
| Prawdziwy Kościół Jezusa Chrystusa Świętych w Dniach Ostatnich | William Law         | 1844             | Odłam założonego przez Josepha Smitha, Jr. Kościoła Chrystusa | Kościół został rozwiązany. |

### Spadkobiercy Ruchu po śmierci Josepha Smitha, Jr.

#### Święci „z prerii”
| Nazwa                                                             | Zorganizowany przez               | Data organizacji | Odłam / kontynuacja | Stan obecny                                                                                          | Uwagi |
| ----------------------------------------------------------------- | --------------------------------- | ---------------- | --- | --- | --- |
| Kościół Jezusa Chrystusa Dzieci Syjonu                            | Sidney Rigdon                     | 1844             | Kontynuacja założonego przez Josepha Smitha, Jr. Kościoła Chrystusa                                                         | Rozwiązany w 1847                                                                                    | Oryginalnie próbował posługiwać się nazwą „Kościół Chrystusa”. Zwany popularnie Rigdonitami.                    |
| Kościół Jezusa Chrystusa Świętych w Dniach Ostatnich (Strangici)  | James J. Strang                   | 1844             | Kontynuacja założonego przez Josepha Smitha, Jr. Kościoła Chrystusa                                                         | Kilkuset członków w Stanach Zjednoczonych i Europie                                                  | Siedziba w Voree, w stanie Wisconsin.                                                                           |
| Kościół Chrystusa                                                 | Aaron Smith                       | 1846             | Odłam strangitów | Kościół został rozwiązany.                                                                           | |
| Kościół Chrystusa (Whitmeryci)                                    | David Whitmer                     | 1847 i 1871      | Kontynuacja założonego przez Josepha Smitha, Jr. Kościoła Chrystusa                                                         | Istniejący do ok. 1925                                                                               | |
| Kościół Chrystusa (Brewsteryci)                                   | James C. Brewster i Hazen Aldrich | 1848             | Kontynuacja założonego przez Josepha Smitha, Jr. Kościoła Chrystusa                                                         | Kościół został rozwiązany.                                                                           | Publikował czasopismo The Olive Branch                                                                          |
| Kościół Jezusa Chrystusa Świętych w Dniach Ostatnich (Gladdenici) | Gladden Bishop                    | 1851             | Kontynuacja założonego przez Josepha Smitha, Jr. Kościoła Chrystusa                                                         | Rozwiązany wraz ze śmiercią Bishopa w 1865                                                           | Wielu członków przyłączyło się do Kościoła Chrystusa – Obszar Świątyni                                          |
| Kościół Jezusa Chrystusa (Kutleryci)                              | Alpheus Cutler                    | 1853             | Kontynuacja założonego przez Josepha Smitha, Jr. Kościoła Chrystusa                                                         | Istnieje do dziś (niewielkie grono członków w Independence, w stanie Missouri)                       | |
| Kościół Jezusa Chrystusa                                          | William Bickerton                 | 1862             | Utworzony jako kontynuacja Kościoła Jezusa Chrystusa Dzieci Syjonu (Rigdonitów), przez członków uważany za ten sam kościół. | 15 tysięcy członków na wszystkich kontynentach świata (trzecia co do wielkości denominacja świętych) | Siedziba w Monongahela, w stanie Pensylwania. Zwany popularnie Bikertonitami (Kościół uznaje to za przezwisko). |
| Kościół Chrystusa – Obszar Świątyni (Hedrikici)                   | Granville Hedrick                 | 1863             | Kontynuacja założonego przez Josepha Smitha, Jr. Kościoła Chrystusa; część członków wywodzi się od Gladdenitów.             | Kilka tysięcy członków w kilku państwach świata.                                                     | Siedziba w Independence, w stanie Missouri.                                                                     |
| Kościół Chrystusa z Poselstwem Eliasza                            | Otto Fetting i William Draves     | 1929 i 1943      | Odłam Kościoła Chrystusa – Obszar Świątyni                                                                                  | Istnieje do dziś, posiadając wiele odłamów.                                                          | Siedziba w Independence, w stanie Missouri.                                                                     |
| Przywrócony Kościół Jezusa Chrystusa                              | Eugene O. Walton                  | 1980             | Odłam Kościoła Jezusa Chrystusa (Kutlerytów)                                                                                | 25 członków.                                                                                         | Siedziba w Independence, w stanie Missouri.                                                                     |

##### Zreorganizowani święci
Kościoły uznające Josepha Smitha III za proroka.
| Nazwa | Zorganizowany przez                       | Data organizacji  | Odłam / kontynuacja                                                 | Stan obecny                                                                                          | Uwagi |
| --- | ----------------------------------------- | ----------------- | ------------------------------------------------------------------- | --- | --- |
| Społeczność Chrystusa                                                                                         | Joseph Smith III                          | 1860              | Kontynuacja założonego przez Josepha Smitha, Jr. Kościoła Chrystusa | Druga pod względem wielkości denominacja świętych. Posiada 250 tysięcy członków w 50 krajach świata. | Siedziba w Independence, w stanie Missouri. Przed 2001 r. znany jako Zreorganizowany Kościół Jezusa Chrystusa Świętych w Dniach Ostatnich |
| Gminy Przywrócenia (niezależne gminy Zreorganizowanego Kościoła Jezusa Chrystusa Świętych w Dniach Ostatnich) | -                                         | lata 80. XX wieku | Odłam Społeczności Chrystusa                                        | 12 tysięcy członków w różnych krajach świata.                                                        | Siedziba w Independence, w stanie Missouri. Ruch odłączył się od Zreorganizowanego Kościoła Jezusa Chrystusa Świętych w Dniach Ostatnich po wprowadzeniu kapłaństwa kobiet i innych liberalnych reform. Uważa się za Kościół reprezentujący oryginalne nauczanie Zreorganizowanego Kościoła sprzed reform. |
| Ostatkowy Kościół Jezusa Chrystusa Świętych w Dniach Ostatnich                                                | Frederick Niels Larsen                    | 2000              | Odłam Społeczności Chrystusa                                        | Obecny w wielu krajach (również w Europie i Azji)                                                    | Jak wyżej + Prezydentem Kościoła może zostać tylko potomek Josepha Smitha, Jr. Siedziba w Independence, w stanie Missouri. |
| Przywrócony Kościół Jezusa Chrystusa Świętych w Dniach Ostatnich                                              | Byli wyznawcy Zreorganizowanego Kościoła. | 1989              | Odłam Społeczności Chrystusa                                        | - | Jak wyżej, jednak bez sukcesji linernej (Prezydent nie musi być potomkiem Josepha Smitha, Jr). Siedziba w Independence, w stanie Missouri. |
| Kościół Chrystusa                                                                                             | David B. Clark                            | 1985              | Odłam Społeczności Chrystusa                                        | - | Siedziba w Oak Grove, w stanie Missouri. |

#### Święci „z Gór Skalistych”
Kościoły uznające Brighama Younga za proroka.
| Nazwa                                                                         | Zorganizowany przez    | Data organizacji  | Odłam / kontynuacja                                                                   | Stan obecny                                                                                                  | Uwagi                                                                         |
| ----------------------------------------------------------------------------- | ---------------------- | ----------------- | ------------------------------------------------------------------------------------- | --- | ----------------------------------------------------------------------------- |
| Kościół Jezusa Chrystusa Świętych w Dniach Ostatnich (największa denominacja) | Brigham Young          | 1847              | Kontynuacja założonego przez Josepha Smitha, Jr. Kościoła Chrystusa                   | Największa denominacja świętych (ok. 16 milionów członków w większości krajów świata)                        | Siedziba w Salt Lake City, w stanie Utah.                                     |
| Kościół Chrystusa Pierwocin                                                   | Joseph Morris          | 1861              | Odłam Kościoła Jezusa Chrystusa Świętych w Dniach Ostatnich (największej denominacji) | Najprawdopodobniej Kościół przestał istnieć. Możliwe, że istnieje kilka osób odwołujących się do tego ruchu. |                                                                               |
| Kościół Syjonu (Godbyci)                                                      | William S. Godbe       | 1868              | Odłam Kościoła Jezusa Chrystusa Świętych w Dniach Ostatnich (największej denominacji) | Kościół został rozwiązany.                                                                                   |                                                                               |
| Zjednoczone Bractwo Apostolskie                                               | Lorin C. Woolley       | lata 20. XX wieku | Odłam Kościoła Jezusa Chrystusa Świętych w Dniach Ostatnich (największej denominacji) | Siedziba w Bluffdale, w stanie Utah.                                                                         |                                                                               |
| Kościół Chrystusa w Dniach Ostatnich                                          | Thomas R. King         | 1926              | Odłam Kościoła Jezusa Chrystusa Świętych w Dniach Ostatnich (największej denominacji) | Jedna z większych grup praktykujących poligamię.                                                             | Znany również jako Kingston clan, lub Davis County Cooperative Society        |
| Fundamentalistyczny Kościół Jezusa Chrystusa Świętych w Dniach Ostatnich      | John Y. Barlow         | 1935              | Odłam Kościoła Jezusa Chrystusa Świętych w Dniach Ostatnich (największej denominacji) | Największa grupa świętych w dniach ostatnich, która praktykuje poligamię (ok. 10 tysięcy członków)           | Siedziba w Colorado City, w stanie Arizona.                                   |
| Porządek Aarona                                                               | Maurice L. Glendenning | 1942              | Odłam Kościoła Jezusa Chrystusa Świętych w Dniach Ostatnich (największej denominacji) | |                                                                               |
| Przywrócony Kościół Jezusa Chrystusa                                          | Antonio A. Feliz       | 1985              | Odłam Kościoła Jezusa Chrystusa Świętych w Dniach Ostatnich (największej denominacji) | Kościół został rozwiązany w 2010.                                                                            | Zwany również Gejowskim Kościołem Mormonów, lub Liberalnym Kościołem Mormonów |
| Kościół Boży Nowego Przymierza                                                | Christopher C. Warren  | 1986              | Odłam Kościoła Jezusa Chrystusa Świętych w Dniach Ostatnich (największej denominacji) | |                                                                               |
| Prawdziwy i Żywy Kościół Jezusa Chrystusa Świętych w Dniach Końca             | James D. Harmston      | 1994              | Odłam Kościoła Jezusa Chrystusa Świętych w Dniach Ostatnich (największej denominacji) | Mała grupa praktykująca poligamię.                                                                           | Siedziba w Manti, w stanie Utah                                               |